# Structure organisationnelle
 (mars 2015).
La structure organisationnelle d'une organisation (association, entreprise, institution, etc) est l'ensemble de ses règles de répartition de l'autorité, des tâches, de contrôle et de coordination.
C'est avec l'existence d'un but et d'individus, une des trois caractéristiques communes à toutes les organisations.
Elle est représentée visuellement par un organigramme.
Elle dépend de la stratégie et réciproquement,.

## Définitions
Le langage courant confond souvent « organisation » et « structure » employés seul, de façon isolée, et les prend pour synonymes. Le fait que le terme « organisation » ait deux sens, l'action d'ordonner, de mettre de l'ordre ; et le résultat de cette action, quelque chose d'ordonné ou règne l'ordre peut ajouter à la confusion.
Une organisation, c'est un ensemble d'individus (entre autres) liés entre eux par un ensemble de relations formelles et informelles qui sont ensemble pour faire ou réaliser quelque chose ensemble. L'ensemble des relations formelles s'appelle la structure de cette organisation.
On peut ajouter les définitions de quelques auteurs :
- Henry Mintzberg (1982), « Somme totale des moyens employés pour diviser le travail en tâches distinctes et pour ensuite assurer la coordination entre ces tâches »[3].
- Alain Desreumaux (1992): « Ensemble de dispositifs selon lesquels une entreprise, ou plus généralement une organisation, répartit, coordonne, contrôle ses activités et au-delà oriente ou tente d'orienter le comportement de ses membres »[4].
- Michel Ghertmann et al. Strategor, 1re édition (1998) Index, p. 487 : Ensemble des fonctions et des relations déterminant formellement les missions que chaque unité d'une organisation doit accomplir, et les modes de collaboration entre ces unités.
- Yves-Frédéric Livian : Agencement des organes qui composent l'organisation[5]
- Michel Barabel, Olivier Meier, Manageor, (2004) p. 83 : Agencement des différentes composantes d'une organisation et qui se définit comme l'ensemble des dispositifs et des mécanismes par lesquels une entreprise répartit, contrôle et coordonne ses activités […]. Configuration plus ou moins stabilisée des différents éléments qui constituent une entreprise.
- Maurice Thévenet (2014), Agencement de fonctions et de mécanismes permettant d'accomplir des tâches et d'atteindre des objectifs[6].
- Stephen Robbins, Timothy Judge (2015), « La façon dont les tâches professionnelles sont réparties, regroupées et coordonnées », p. 520

## Les grands types de relation composant une structure organisationnelle
On peut en distinguer quatre, que l'on va retrouver sur un organigramme :
- la relation hiérarchique (line)
- La relation de conseil (staff)
- La relation de spécialisation (fonction de l'entreprise)
- Les relations latérales

## Les six éléments de la structure organisationnelle d'une entreprise
En fonction de leur nature — politique, criminelle, militaire, économique, etc. — toutes les organisations ne se structurent pas de la même façon. Il s'agit ici des six éléments de la structure organisationnelle d'une entreprise. Ce sont :
- La spécialisation du travail ;
- La départementalisation ;
- La chaîne hiérarchique ;
- L'éventail de contrôle ;
- La centralisation ;
- La formalisation.

## Les 5 grands modèles de structures organisationnelles
On rencontre principalement 5 grandes catégories de structures organisationnelles :
- La structure hiérarchique ;
- La structure fonctionnelle ;
- La structure divisionnelle ;
- La structure matricielle ;
- La structure hiérarchico-fonctionnelle.

## La représentation visuelle de la structure
- L'organigramme
- Les schémas de configuration de Mintzberg
- Les dessins de Gareth Morgan

## Les déterminants du choix d'une structure
Henri Mintzberg, synthétise les travaux de l'Ecole de la contingence et distingue quatre facteurs de contingence ayant une influence sur le choix de la structure :
- L'âge et la taille
- Le pouvoir
- Le système technique
- L'environnement